# Acid Motherhood
 (octobre 2012).
Si vous disposez d'ouvrages ou d'articles de référence ou si vous connaissez des sites web de qualité traitant du thème abordé ici, merci de compléter l'article en donnant les références utiles à sa vérifiabilité et en les liant à la section « Notes et références ».
Albums de Gong
Glastonbury Fayre 1971
(2002) Pentanine
(2004)
Acid Motherhood est le 11e album studio de Gong sorti en 2004.
En 2002, Daevid Allen entre en contact avec des membres de Acid Mothers Temple : Kawabata Makoto et Cotton Casino. Ils jouent sous le nom de Guru & Zéro et enregistrent cet album avec Josh Pollock, membre d'un autre groupe avec Daevid, University of Errors.
On retrouve également son fils Orlando Allen à la batterie et à la production.

## Liste des titres
| No  | Titre                  | Durée |
| --- | ---------------------- | ----- |
| 1.  | Ocean Of Molasses      | 0:32  |
| 2.  | Supercotton            | 8:36  |
| 3.  | Olde Fooles Game       | 2:08  |
| 4.  | Zeroina                | 2:56  |
| 5.  | Brainwash Me           | 3:58  |
| 6.  | Monstah!               | 2:31  |
| 7.  | Bible Study            | 0:30  |
| 8.  | Bazuki Logix           | 4:15  |
| 9.  | Waving                 | 4:05  |
| 10. | Makototen              | 13:36 |
| 11. | Schwitless In Molasses | 4:36  |

## Musiciens
- Dharmawan Bradbridge : basse
- Orlando Allen : batterie
- Josh Pollock : guitare
- Daevid Allen : guitare, voix
- Kawabata Makoto : guitare, bouzouki
- Cotton Casino : synthétiseur, voix

### Invités
- Gilli Smyth : voix(2)
- Greg Sheehan : percussion(6), Hang(3)
- Kurt Schwitters – voix(11)